# Discographie de Grégory Lemarchal
Grégory Lemarchal est l’interprète de deux albums studio, cinq compilations, et a publié neuf singles. Il a vendu plus de 2,5 millions de disques depuis le début de sa carrière.

## Albums
| Année | Album             | Classements | Classements | Classements | Certification | Ventes    |
| Année | Album             | FR          | BEL/Wa      | SUI         | Certification | Ventes    |
| ----- | ----------------- | ----------- | ----------- | ----------- | ------------- | --------- |
| 2005  | Je deviens moi    | 1           | 2           | 20          | : 2 × Platine | 680 000   |
| 2006  | Olympia 06        | 4           | 9           | 42          | : 1 × Or      | 140 500   |
| 2007  | La Voix d'un ange | 1           | 1           | 6           | : 1 × Diamant | 1 000 000 |
| 2007  | Les Pas d'un ange | 14          | 6           | -           | -             | 72 440    |
| 2009  | Rêves             | 2           | 3           | 8           | : 2 × Platine | 298 000   |
| 2012  | Cinq ans          | 8           | 4           | -           | : Platine     | 110 000   |
| 2020  | Pourquoi je vis   | 5           | 6           | -           | : Or          | 50 000    |
| 2022  | Best Of           | 66          | -           | -           | —             | -         |

## Singles
| Année | Single                                             | Classements | Classements | Classements | Certification | Ventes  | Album             |
| Année | Single                                             | FR          | BEL/Wa      | SUI         | Certification | Ventes  | Album             |
| ----- | -------------------------------------------------- | ----------- | ----------- | ----------- | ------------- | ------- | ----------------- |
| 2005  | Écris l'histoire                                   | 2           | 2           | 18          | : Platine     | 300 000 | Je deviens moi    |
| 2005  | Je suis en vie                                     | 17          | 12          | 40          |               | 32 000  | Je deviens moi    |
| 2005  | À corps perdu                                      | 155         | -           | -           |               |         | Je deviens moi    |
| 2006  | Même Si (What You're Made Of) (feat. Lucie Silvas) | 2           | 11          | 26          | : Argent      | 120 000 | Olympia 06        |
| 2007  | De temps en temps                                  | 1           | 1           | 14          | : Argent      | 210 000 | La Voix d'un ange |
| 2007  | Le lien                                            | 166         | 23          | -           |               | 5 500   | La Voix d'un ange |
| 2008  | Restons amis                                       | 9           | 29          | -           |               | 18 000  | La Voix d'un ange |
| 2008  | Vole mon âme s'envole                              | -           | -           | -           |               |         | N/A               |
| 2009  | Je rêve                                            | -           | -           | -           |               |         | Rêves             |
| 2020  | SOS d'un terrien en détresse                       | 25          | -           | -           |               |         | Pourquoi je vis   |
| 2020  | Et maintenant                                      | 143         | -           | -           |               |         | Pourquoi je vis   |